# Kristy Pigeon
Kristy Pigeon (15 agosto 1950) è un'ex tennista statunitense.

## Carriera
In carriera ha raggiunto una finale nel singolare al Kent Championships nel 1971. Nei tornei del Grande Slam ha ottenuto il suo miglior risultato raggiungendo i quarti di finale di doppio agli US Open nel 1968, in coppia con la connazionale Cecilia Martinez, e nel 1971, in coppia con l'australiana Lesley Hunt.

## Statistiche

### Singolare

#### Finali perse (1)
| Numero | Anno           | Torneo                        | Superficie | Avversaria in finale | Punteggio     |
| 1.     | 13 giugno 1971 | Kent Championships, Beckenham |            | Kerry Melville       | 0-6, 6-3, 7-9 |